# أرسييرو
أرسييرو (بالإيطالية: Arsiero)‏ هي مدينة في مقاطعة فشنزة بمنطقة فنيتة، شمال إيطاليا.